# Sućkowo
Sućkowo (biał. Суцькава; ros. Сутьково) − wieś na Białorusi, w obwodzie grodzieńskim, w rejonie smorgońskim, w sielsowiecie Sinki.

## Historia
W czasach zaborów wieś, karczma, dwie osady w gminie Smorgonie, w powiecie oszmiańskim, w guberni wileńskiej Imperium Rosyjskiego. W 1905 roku wieś liczyła 275 mieszkańców, 421 dziesięcin, karczma liczyła 5 mieszkańców, 6 dziesięcin (własność Milewskiego), osada liczyła 10 mieszkańców, 26 dziesięcin, druga osada liczyła 71 mieszkańców 90 dziesięcin.
W latach 1921–1945 wieś leżała w Polsce, w województwie wileńskim, w powiecie oszmiańskim, w gminie Smorgonie.
W 1931 wieś w 45 domach zamieszkiwało 245 osób.
Wierni należeli do parafii rzymskokatolickiej w Smorgoniach i miejscowej prawosławnej. Miejscowość podlegała pod Sąd Grodzki w Smorgoniach i Okręgowy w Wilnie; właściwy urząd pocztowy mieścił się w Smorgoniach.

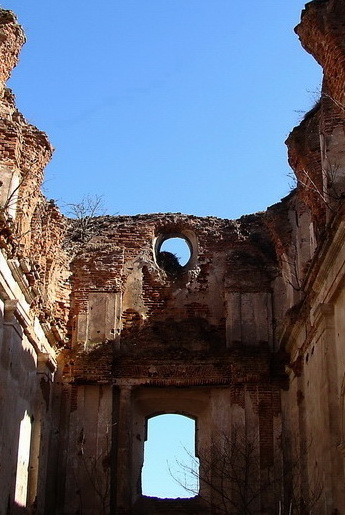
Sućkowo. Ruiny cerkwi

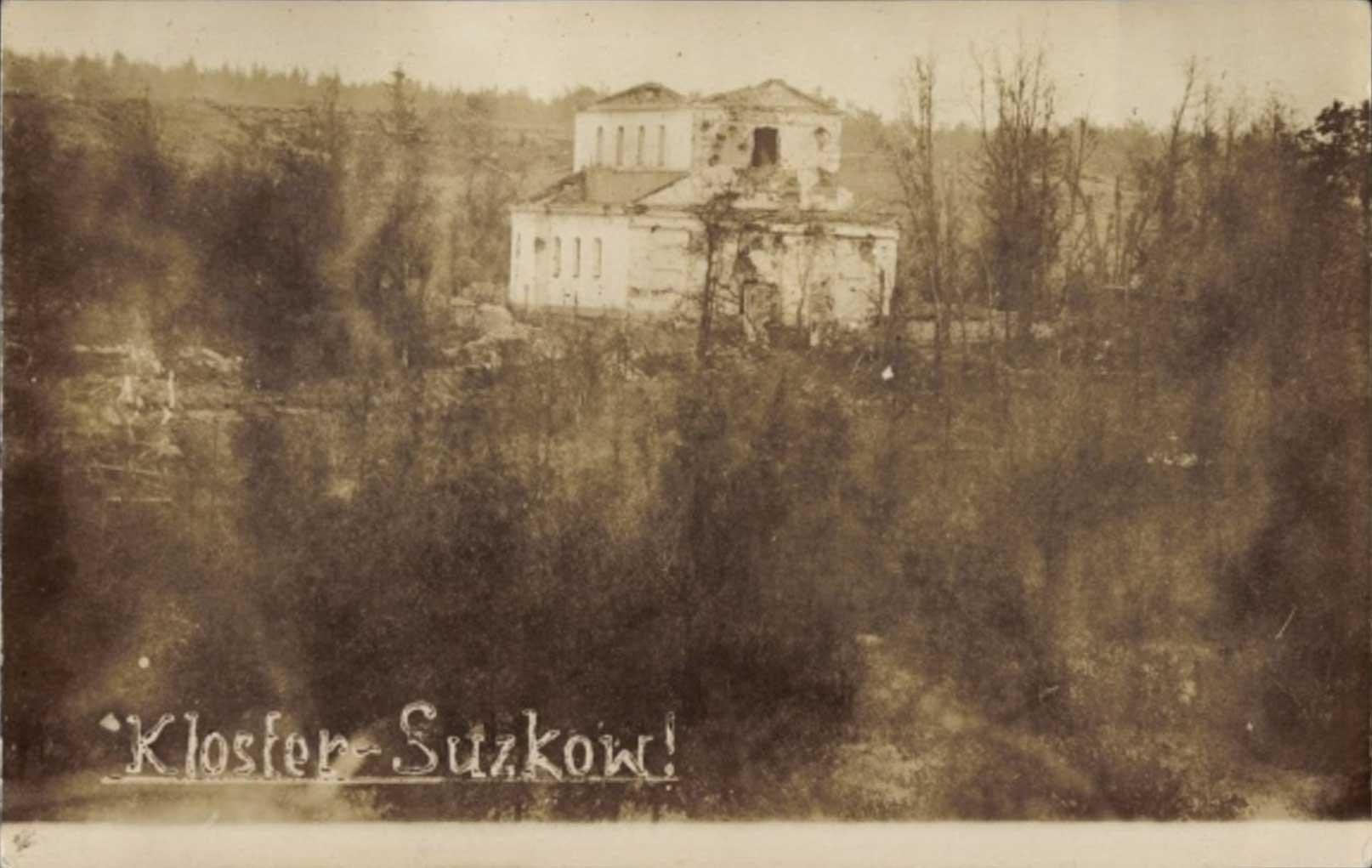
Ruiny cerkwi (1917)

Po II wojnie światowej w granicach Związku Sowieckiego. Do 1973 roku w sielsowiecie Szutowicze. Od 1991 w niepodległej Białorusi.